# Кандиль, Хишам
Хиша́м Канди́ль (араб.  هشام قنديل‎; род. 17 сентября 1962, Объединённая Арабская Республика) — египетский государственный и политический деятель, премьер-министр Египта со 2 августа 2012 по 8 июля 2013 года.

## Биография
Хишам Кандиль родился в 1962 году. Учился в Каирском университете, где в 1984 году получил степень бакалавра инженерии. Продолжил обучение в Америке, получив степень магистра в области ирригации и дренажа в Университете штата Юта в 1988 году и докторскую степень в области биологического и сельскохозяйственного машиностроения в университете штата Северная Каролина в 1993 году.
Работал на различных административных должностях. В переходном правительстве Камаля аль-Ганзури занимал пост министра ирригации и водных ресурсов.
24 июля 2012 года президент Египта Мухаммед Мурси назначил Кандиля премьер-министром. 2 августа правительство приняло присягу.
После военного переворота, произошедшего в Египте в начале июля 2013 года, Кандиль подал в отставку.
Хишам Кандиль женат, имеет пятерых дочерей.